# Jonas Clein
Jonas Clein (Tiel, 9 februari 2002) is een Nederlands voetballer die doorgaans als linker verdediger speelt.

## Loopbaan
Clein begon bij GVV en speelde in de jeugd van de Deense club Hørsholm-Usserød IK en de Duitse profclubs Hamburger SV en FC Schalke 04 voor hij in 2018 in de Voetbal Academie N.E.C. kwam. In de voorbereiding op het seizoen 2022/23 trainde Clein mee met het eerste team van N.E.C.
In januari 2023 werd hij tot het einde van het seizoen 2022/23 vanuit het beloftenteam van N.E.C. verhuurd aan TOP Oss. Clein debuteerde op 27 januari 2023 in de Eerste divisie als invaller na 84 minuten voor Rick Dekker in de uitwedstrijd bij PEC Zwolle. Hij kwam tot 6 wedstrijden in de Eerste divisie. Clein vervolgde zijn loopbaan medio 2023 bij OSS '20 in de Derde divisie.